# Verdens verste menneske
Verdens verste menneske (Engels: The Worst Person in the World) is een Noors-Deens-Frans-Zweedse romantische en duistere komediefilm uit 2021, geregisseerd door Joachim Trier. Het is de derde film, na Reprise en Oslo, 31. august, in Triers "Oslo-trilogie". 

## Verhaal
Twintiger Julie woont in Oslo en weet niet goed wat ze wil, zowel bij haar studies, professionele loopbaan als haar relaties. De film is ingedeeld in twaalf hoofdstukken, een proloog en een epiloog.

## Rolverdeling
| Acteur               | Personage |
| -------------------- | --------- |
| Renate Reinsve       | Julie     |
| Anders Danielsen Lie | Aksel     |
| Herbert Nordrum      | Elvind    |

## Productie
Verdens verste menneske ging op 8 juli 2021 in première op het filmfestival van Cannes in de competitie van de Gouden Palm, waar hoofdrolspeelster Renate Reinsve de prijs in de wacht sleepte als beste actrice. De film kreeg positieve kritieken van de filmcritici, met een score van 100% op Rotten Tomatoes, gebaseerd op 37 recensies.

## Prijzen en nominaties
De belangrijkste:
| Jaar | Prijs                      | Categorie                                     | Genomineerde(n)              | Uitslag       |
| ---- | -------------------------- | --------------------------------------------- | ---------------------------- | ------------- |
| 2022 | Academy Award              | Beste originele scenario                      | Eskil Vogt en Joachim Trier  | Genomineerd   |
| 2022 | Academy Award              | Beste internationale film                     | Beste internationale film    | Genomineerd   |
| 2022 | British Academy Film Award | Beste vrouwelijke hoofdrol                    | Renate Reinsve               | Genomineerd   |
| 2022 | British Academy Film Award | Beste niet-Engelstalige film                  | Beste niet-Engelstalige film | Genomineerd   |
| 2022 | César                      | Beste buitenlandse film                       | Beste buitenlandse film      | Genomineerd   |
| 2022 | Unie van de Filmkritiek    | Grote Prijs                                   | Joachim Trier                | Gewonnen      |
| 2022 | Critics Choice Award       | Beste niet-Engelstalige film                  | Beste niet-Engelstalige film | Genomineerd   |
| 2022 | Satellite Award            | Beste actrice in een komisch of muzikale film | Renate Reinsve               | In afwachting |
| 2022 | Satellite Award            | Beste niet-Engelstalige film                  | Beste niet-Engelstalige film | In afwachting |
| 2021 | Filmfestival van Cannes    | Beste actrice                                 | Renate Reinsve               | Gewonnen      |
| 2021 | Europese filmprijzen       | Beste vrouwelijke hoofdrol                    | Renate Reinsve               | Genomineerd   |
| 2021 | Europese filmprijzen       | Beste scenario                                | Eskil Vogt en Joachim Trier  | Genomineerd   |